# Тодор Николов (актьор)
Вижте пояснителната страница за други личности с името Тодор Николов.
Тодор Николаев Николов е български актьор и режисьор.

## Биография

### Ранен живот и образование
Роден е на 3 юни 1976 г. Завършва 142 СОУ „Веселин Ханчев“ и по-късно в НАТФИЗ „Кръстьо Сарафов“ със специалност „Режисура за куклен театър“ в класа на професор Слави Маленов.

### Професионална кариера
Играл е в различни театрални постановки. Прави периодични появи в шоуто „Аламинут“ по bTV.
През 2008 г. до 2010 г. е водещ на предаването „Часът на зрителите“ по БНТ Сат.
От 2011 г. е един от режисьорите на сериала „Етажна собственост“ по Нова телевизия, а от 2013 г. режисира епизоди на документалното реалити предаване „Съдби на кръстопът“, което също се излъчва по Нова телевизия. Занимава се и с филмов превод от английски език.

### Кариера на озвучаващ актьор
Николов озвучава активно в реклами, филми и сериали от 2000 г. Един от първите филми, които дублира, е комедията „Лъжовна съпруга“ (дублаж на БНТ). Първият му сериал е компютърно-анимационният „Войната на зверовете“.
Една от най-известните му роли е тази на Магарето в „Шрек“ и неговите продължения. Популярни поредици с негово участие са „Да, господин министър“ (дублаж на Арс Диджитал Студио), „Женени с деца“, „Д-р Хаус“, „Войната вкъщи“, „Чък“ (в първи сезон) „Агнешко“ (в първи сезон) и „1001 нощ“, както и анимационни сериали като „Фантастичната четворка“ (дублаж на студио Доли), „Самурай Джак“ (дублаж на Арс Диджитал Студио), „Малките титани“ и „Междузвездни войни: Войната на клонингите“ (дублаж на bTV). От 2011 г. участията му намаляват значително, заради заетостта му по проекти извън дублажа. Въпреки това той се завръща в ролите на Марти в „Мадагаскар 3“ от 2012 г. и Жерав в „Кунг-фу панда 3“ от 2016 г. През 2018 г. Николов озвучава титулярния герой в „Гринч“.
Той е и дикторът на предаването „Съдби на кръстопът“ по Нова телевизия.
| Актьор           | Заглавия | Роли                                  |
| ---------------- | --- | ------------------------------------- |
| Андре Брауър     | Щамът Андромеда Д-р Хаус (в седми сезон)                                                                                             | Генерал Джордж Манчек Д-р Дарил Нолан |
| Бил Фармър       | Принцът и просякът Клуб Маус | Хораций Хорас                         |
| Дейвид Крос      | Кунг-фу панда (дублаж на Александра Аудио) Кунг-фу панда 2 (дублаж на Александра Аудио) Кунг-фу панда 3 (дублаж на Александра Аудио) | Жерав                                 |
| Джеймс Ребхорн   | Първичен инстинкт (дублаж на bTV) Празен чек (дублаж на bTV)                                                                         | Д-р Макелуейн Фред Уотърс             |
| Джим Къмингс     | Фантастичната четворка (дублаж на студио Доли) Книга за джунглата 2                                                                  | Президент Клинтън Ем Си               |
| Джовани Рибизи   | Аватар (дублаж на Александра Аудио) Аватар: Природата на водата                                                                      | Паркър Селфридж                       |
| Дон Месик        | Скуби-Ду: Училище за духове (първи дублаж на Александра Аудио) Скуби-Ду: Върколак по неволя                                          | Скрапи-Ду                             |
| Еди Мърфи        | Шрек Шрек 2 Шрек Трети Блатната Коледа на Шрек Шрек завинаги                                                                         | Магарето                              |
| Киони Йънг       | Д-р Хаус Войната вкъщи | Клайд Парк Г-н Парк                   |
| Крис Рок         | Мадагаскар 2 (дублаж на Александра Аудио) Мадагаскар 3                                                                               | Марти                                 |
| Патрик Килпатрик | Уокър, тексаският рейнджър (дублаж на студио Доли) Лас Вегас                                                                         | Лайл Гътри Луи Амброуз                |
| Роб Полсън       | Скуби-Ду: Върколак по неволя Тазмания (дублаж на студио Доли) Ким Суперплюс (в един епизод)                                          | Брънч Аксел Франсоа                   |
| Ърни Хъдсън      | Ловци на духове (дублаж на bTV) Ловци на духове 2 (дублаж на bTV)                                                                    | Уинстън Зедмор                        |
| Фил Ламар        | Самурай Джак (дублаж на Арс Диджитал Студио) Легенда за Тарзан                                                                       | Джак Базули                           |

### Анимационни сериали (войсоувър дублаж)
- „Войната на зверовете“ (дублажи на БНТ и Арс Диджитал Студио), 2000, 2007
- „Капитан Планета“ (дублаж на Арс Диджитал Студио), 2008
- „Самурай Джак“ (дублаж на Арс Диджитал Студио) – Джак, 2008
- „Семейство Симпсън“ (от пети до седми сезон), 2006

### Анимационни сериали (насинхронен дублаж)
- „Голямото междучасие“, 2005
- „Клуб Маус“, 2003
- „Легенда за Тарзан“ – Базули, 2003

### Игрални сериали
- „Адвокатите“
- „Брак с чужденец“, 2009
- „Бъфи, убийцата на вампири“
- „Буря в Рая“, 2008-2009
- „Дързост и красота“
- „Момчетата от Медисън авеню“
- „Уокър, тексаският рейнджър“

### Анимационни филми (войсоувър дублаж)
- „Аниматрицата“, 2007
- „Приключенията на Роки и Булуинкъл“ (дублаж на Арс Диджитал Студио), 2009

### Анимационни филми (насинхронен дублаж)
- „101 далматинци“ – Понго, 2008
- „101 далматинци II: Приключението на Пач в Лондон“ – Понго, 2008
- „Братът на мечката“ – Денахи, 2003
- „Весели крачета 2“ (дублаж на студио Доли) – Мамбъл (Илайджа Ууд), 2011
- „Гарфилд: Филмът“ – Гарфилд (Крис Прат), 2024
- „Гринч“ – Гринч (Бенедикт Къмбърбач), 2018
- „Гръм“ – Гръм (Джон Траволта), 2008
- „Къща-чудовище“ (дублаж на Александра Аудио) – полицай Лестър (Ник Кенън), 2006
- „Ловен сезон“ (дублаж на Александра Аудио) – Елиът (Ащън Къчър), 2006
- „Планетата на съкровищата“ – Джим Хокинс, 2002
- „Ранго“ – Ранго (Джони Деп), 2011
- „Семейство Робинсън“ – Гастон, 2007
- „Скуби-Ду: Гонитба в компютъра“ (първи дублаж на Александра Аудио) – Бил и Ерик, 2002
- „Спайдър-Мен: През Спайди-вселената“ – Петното (Джейсън Шуорцман), 2023
- „Спирит“ – Малък Приток, 2003
- „Тролчета: Бандата се събира“ – Джон Дори (Ерик Андре), 2023
- „Чудовища срещу извънземни“ – Б.О.Б, 2009

### Игрални филми (войсоувър дублаж)
- „10 неща, които мразя у теб“, 2008
- „Американски пай 2“, 2009
- „Волният Уили 2“ (втори дублаж на Арс Диджитал Студио), 2007
- „Денят на независимостта“ (дублаж на bTV)
- „Дневниците на принцесата“ (дублаж на bTV)
- „Истински лъжи“ (дублаж на БНТ), 2003
- „Маската“ (дублажи на БНТ и Арс Диджитал Студио)
- „Плясък“, 2009
- „Обичайните заподозрени“, 2003
- „Самоличността на Борн“ (дублаж на Арс Диджитал Студио), 2009
- „Следващото карате хлапе“ (дублаж на Арс Диджитал Студио), 2008

### Игрални филми (насинхронен дублаж)
- „Космически забивки: Нови легенди“ – Ал Джи Ритъм (Дон Чийдъл), 2021
- „Котката с шапка“ (дублаж на Александра Аудио) – Котката (Майк Майърс), 2003
- „Лешникотрошачката и четирите кралства“ – Г-н Щалбаум, 2018

## Други дейности
Николов превежда сериали и филми от английски език. Сред сериалите с негов превод са „Легенда за Тарзан“, „Ким Суперплюс“, „Грозната Бети“ и „Чък“.

## Личен живот
От 7 ноември 1999 г. е женен за актрисата Бояна Минковска, с която имат две дъщери. Семейството живее в Англия от 2004 до 2006 г.